# جی‌دی ۶۶
جی‌دی ۶۶ یک ستاره است که در صورت فلکی ارابه‌ران قرار دارد.